# Ortsgespräch
Ein Ortsgespräch ist ein Telefongespräch, das zum „Ortstarif“ geführt wird.

## Internationale Normung
Der Aufbau von Rufnummern ist im Standard E.164 der ITU-T geregelt. Danach liegen die Rufnummernpläne, die Ortsnetze und die Vergabe der Ortskennzahlen in der Kompetenz der nationalen Gesetzgebung.
Von der Europäischen Union wurde festgeschrieben, dass Rufnummern im Festnetz einen lokalen Bezug haben müssen: Ortsnetzkennzahl und Teilnehmerrufnummer zusammen müssen einen eindeutigen Bezug zum Wohnort haben. Diese Regelungen führen EU-weit zu einer identischen Bedeutung des Begriffes „Ortsgespräch“. In der Schweiz dagegen kann die Vorwahlnummer beibehalten werden, auch wenn in eine Region mit einer anderen Ortskennzahl umgezogen wird.

## Deutschland
Gewöhnlich sind alle Verbindungen, bei denen keine Telefonvorwahl vorgewählt werden muss, Ortsgespräche. Manche Sonderrufnummern werden aber ebenfalls mit dem Ortstarif berechnet, sodass sie als Ortsgespräche bezeichnet werden. Das Gegenstück zum Ortsgespräch ist das Ferngespräch, das über einen Ort hinausgeht.
Ursprünglich waren Ortsgespräche Verbindungen zwischen Teilnehmern, die über ihre Teilnehmeranschlussleitung an dieselbe Ortsvermittlungsstelle (Teilnehmervermittlungsstelle, TVst) angeschlossen waren. Diese Teilnehmer bildeten zusammen mit der TVst das Ortsnetz.
In der Bundesrepublik Deutschland (ohne neue Bundesländer) gab es einmal etwa 8000 Ortsnetze. Für diese Verbindungen innerhalb des Ortsnetzes musste dann kein Nachrichtenweg über das Fernnetz hergestellt werden, und daher wurden sie billiger tarifiert. Mit dem fortschreitenden Ausbau des Telefonnetzes wurden aber in fast allen Ländern die Anzahl der Ortsvermittlungsstellen so weit wie möglich reduziert. Trotz Integration des in den neuen Bundesländern vorhandenen Telefonnetzes wurde in Deutschland die Anzahl der Vermittlungsstellen auf etwa 6.400 mit 5.200 verschiedenen Vorwahlbereichen gesenkt. Dadurch hat nun jede einzelne Vermittlungsstelle einen Einzugsbereich, der viele Orte umfasst. Der lokale Bezug der Ortsnetzkennzahl wurde aber trotzdem beibehalten. Ein Ortsnetz ist nun nicht mehr dadurch charakterisiert, dass alle Teilnehmer an dieselbe Vermittlungsstelle angeschlossen sind. Es ist vielmehr dadurch charakterisiert, dass alle Teilnehmer dieselbe Ortsnetzkennzahl haben, und alle Gespräche zwischen diesen Teilnehmern Ortsgespräche sind. 1978 wurden nach Angaben der Deutschen Bundespost 11,287 Milliarden Ortsgespräche in Westdeutschland geführt.

## Kosten
In vielen Ländern, etwa den USA, kosteten Ortsgespräche nichts. Sie waren im Preis für den Anschluss enthalten. In Deutschland oder in der Schweiz waren sie gebührenpflichtig. In Deutschland war die Gebühr allerdings niedrig, bis Anfang 1980 z. B. nur einmalig 23 Pfennige ohne Zeitbegrenzung.
Das führte dazu, dass in Staaten oder Regionen, in denen Ortsgespräche kostenlos waren, manche technische Einrichtungen eine höhere Verbreitung hatten, wie beispielsweise Mailboxen.